# Liste der Monuments historiques in Huanne-Montmartin
Die Liste der Monuments historiques in Huanne-Montmartin führt die Monuments historiques in der französischen Gemeinde Huanne-Montmartin auf.

## Liste der Objekte
| Bezeichnung      | Beschreibung                                                                   | Standort                                           | Kennzeichnung | Schutzstatus | Datum | Bild |
| ---------------- | ------------------------------------------------------------------------------ | -------------------------------------------------- | ------------- | ------------ | ----- | ---- |
| Prozessionskreuz | Kupfer, 16. Jahrhundert                                                        | Huanne, in der Kirche St-Jean-l’Évangéliste (Lage) | PM25000814    | Classé       | 1928  |      |
| Ziborium         | Silber, 18. Jahrhundert                                                        | Huanne, in der Kirche St-Jean-l’Évangéliste (Lage) | PM25000815    | Classé       | 1928  |      |
| Ewiges Licht     | Silber, 18. Jahrhundert                                                        | Huanne, in der Kirche St-Jean-l’Évangéliste (Lage) | PM25000816    | Classé       | 1928  |      |
| Hauptaltar       | Altartisch und Tabernakel; Holz, farbig gefasst und vergoldet, 18. Jahrhundert | Huanne, in der Kirche St-Jean-l’Évangéliste (Lage) | PM25000817    | Classé       | 1962  |      |
| Kruzifix         | Holz, farbig gefasst und vergoldet, 18. Jahrhundert                            | Huanne, in der Kirche St-Jean-l’Évangéliste (Lage) | PM25000818    | Classé       | 1962  |      |